# Федерико (Тоскана)
Бонифаций IV Фридрих (на италиански: Federico di Toscana o Federico di Canossa, * ок. 1040, † юли 1055) e маркграф на Тоскана от 1052 до 1055 г.

## Биография
Той е единственият син на маркграф Бонифаций Бонифаций (III) IV († 6 май 1052) и втората му съпруга Беатрис от Лотарингия († 18 април 1076) от фамилията на Вигерихидите, дъщеря на херцог Фридрих II от Горна Лотарингия и Матилда, дъщеря на Херман II, херцог на Швабия (Конрадини). По-голям брат е на Матилда Велика Графиня (* 1046, † 24 юли 1115).
Фридрих наследява на 12 години баща си след неговото убийство на 6 май 1052 г. и управлява под регентството на майка си до 1054 г., докато тя се омъжва за Готфрид III, херцог на Долна Лотарингия. Готфрид е враг на римския император Хайнрих III.
Фридрих подарява с майка си в началото на януари 1053 г., за опрощаване на греховете на умрелия му баща, чифлика Волта на църквата „Св. Петър“ в Мантуа. Фридрих умира, скоро след баща си и сестра му Беатрис († 1053).
През 1055 г. римският император Хайнрих III отива в Италия и арестува Беатрис, понеже Готфрид въстава в Лотарингия. Беатрис и сестра му Матилда са в плен в Германия до смъртта на Хайнрих III.